# Sauwontiats
Sauwontiats (Sau-won'-ti-ats), banda Paiute (Južni Pajuti) Indijanaca koji su živjeli na ili blizu doline Moapa u jugoistočnoj Nevadi. Spominje ih Powell u Ind. Aff. Rep. (1874. Brojno stanje bilo im je 92 (1873). na i blizu doline moapa živjelo je još 6 plemenskih skupina Pajuta: I'-chu-ar'-rum-pats, Mo-a-pa-ri'-ats, Nau-wan'-a-tats, Pa-room'-pai-ats, Pin'-ti-ats i U-tum'-pai-ats.